# 日産・ザウルス
日産・ザウルスとは、日産自動車が発表したコンセプトカー、またはそれを基にした市販レースカーである。1987年の東京モーターショーで発表された。

## コンセプトカー
1987年の東京モーターショーで発表された。
デザインは全高が非常に低く、2名乗りで、フェンダーが膨らんだロータス・セブンを彷彿とさせるものだった 。
日産は、1987年の東京モーターショーでジュラミニバンコンセプトと一緒にペアの片方としてザウルスを発表した。日産はこのペアについて"THE TWINSHIP CARS"として、日常ユースには快適なジュラを、気分をリフレッシュするにはザウルスを連れ出すといった、"複数所有の新しいカタチ"を提案した。

## 市販化されたレースカー

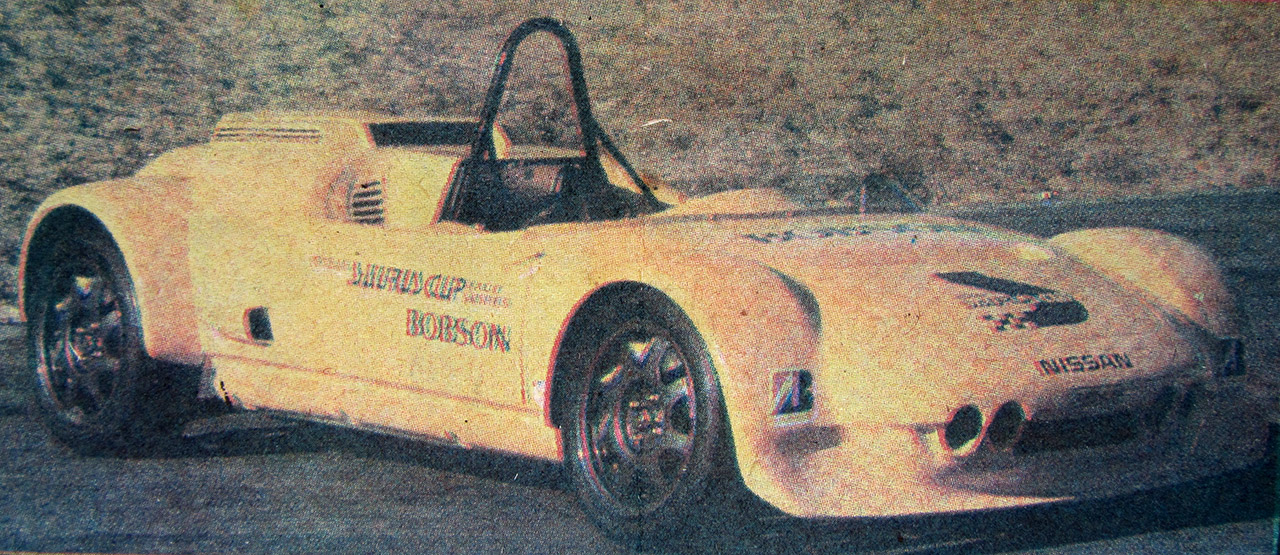
NISMO製の市販レースカー「ザウルス」

ロードカーとしての販売自体は見送られたものの、ザウルスのコンセプトは日産のモータースポーツ部門である、NISMO(現：日産モータースポーツ&カスタマイズ)によってレースカーとして修正された形(NS89型)で生産された。ザウルスはマーチやプリメーラなどの市販車で使われているエンジンを搭載し、レースカーらしいさまざまな形状のボディをシャシに被せることで完成する。ザウルスカップレースシリーズは、ザウルスのレースカーバージョンであるザウルスジュニアを使用して1989年に開催された。また、ザウルスジュニアは日産レーシングスクールにも使用された。ザウルスレースカーの後継車である日産ザウルスジュニア、ザウルスIIは、今日でも上級レースクラスに使用されている。
ザウルスのツインチャージャー付きエンジンは、1989年にマーチスーパーターボを通じて生産された。